# Stuart Dangerfield
Stuart John Dangerfield (Willenhall, 17 september 1971) is een voormalig Brits wielrenner. Hij vertegenwoordigde Groot-Brittannië op de Olympische Spelen 2004 in Athene, waar hij voortijdig afstapte in de wegwedstrijd. Op het onderdeel individuele tijdrit eindigde Dangerfield, bijgenaamd Dangermouse, op de 29ste plaats in de eingdrangschikking. Hij is zesvoudig Brits kampioen in die laatste discipline.

## Palmares
1995
- Brits tijdritkampioen op de weg

1996
- Brits tijdritkampioen op de weg

1998
- Brits tijdritkampioen op de weg

2001
- Brits tijdritkampioen op de weg

2003
- Brits tijdritkampioen op de weg

2005
- Brits tijdritkampioen op de weg